# ディーン・ベルタ・ビニャーレス
ディーン・ベルタ・ビニャーレス（Dean Berta Viñales、2006年4月20日 - 2021年9月25日）は、スペイン出身のオートバイレーサー。
2021年のスーパースポーツ300世界選手権にはビニャーレス・レーシングチームから参戦していた。
MotoGPに参戦するマーベリック・ビニャーレス、125cc、Moto3、Moto2、スーパースポーツ世界選手権に参戦したイサック・ビニャーレスはいとこ。

## 経歴
2021年にスーパースポーツ300世界選手権でデビュー。最高位は第5戦マニクールラウンドで記録した4位。

## 事故死
第10戦ヘレスラウンド・レース1で1コーナーで複数台が絡むクラッシュが発生し、頭部や胸部に重傷を負っていたが、現地時間15時10分頃、死亡が確認された。15歳没。

## その後
2021年シーズン中にMoto3に参戦していたジェイソン・デュパスキエ（19歳没）、CEVジュニア世界選手権・ヨーロッパ・タレントカップに参戦していたヒューゴ・ミラン（14歳没）がレース中に事故死する事態を受け、国際モーターサイクリズム連盟 (FIM)とドルナスポーツは、2023年度より各シリーズの年齢を16歳から18歳に引き上げる新しい最低年齢要件を導入し、グリッドサイズの縮小や下位シリーズに対するその他の制限を導入された。

## レース戦績

### スーパースポーツ300世界選手権
- ボールド体のレースはポールポジション、イタリック体のレースはファステストラップを記録。

| 年     | バイク | 1      | 2      | 3      | 4      | 5   | 6   | 7      | 8      | 9      | 10    | 11     | 12    | 13      | 14      | 15  | 16  | 順位 | ポイント |
| ------ | ------ | ------ | ------ | ------ | ------ | --- | --- | ------ | ------ | ------ | ----- | ------ | ----- | ------- | ------- | --- | --- | ---- | -------- |
| 2021年 | ヤマハ | SPA 29 | SPA 27 | ITA 25 | ITA 20 | NED | NED | CZE 20 | CZE 16 | FRA 15 | FRA 4 | SPA 14 | SPA 6 | SPA Ret | SPA DNS | POR | POR | 23位 | 26       |